# App Inventor
MIT App Inventor — середовище візуальної розробки android-застосунків, що вимагає від користувача мінімальних знань програмування. Спочатку розроблене в Google Labs, після закриття цієї лабораторії було передане Массачусетському технологічному інститутові.

## Особливості
Для програмування в App Inventor використовується графічний інтерфейс користувача, візуальна мова програмування дуже схожа на мову Scratch і StarLogo TNG.

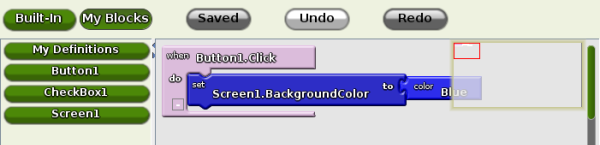
App Inventor Block Editor

Компілятор, що транслює візуальну блокову мову App Inventor в байт-код Android, заснований на фреймворку GNU для реалізації динамічних мов Kawa, що реалізує (серед іншого) Scheme (діалект Ліспа) для платформи Java (Android).
Даний програмний продукт розроблено в компанії Google з використанням Java-бібліотеки Open Blocks, розробленої в MIT. Після рішення про закриття Google Labs, компанія оголосила і про припинення роботи над проєктом. Разом з тим було оголошено про намір зробити цей застосунок відкритим, з можливим подальшим використанням його в освіті. Слідом за цим Массачусетський технологічний інститут повідомив про відкриття нового центру мобільного навчання на базі даного програмного продукту, одним з професорів якого стане творець Скретча Мітчел Резнік.
На початку березня 2011 року Массачусетський інститут запустив публічну бета-версію проєкту, доступну на сайті appinventor.mit.edu.

## Blockly
Інша заснована на Scratch мова візуального програмування для Android — Blockly. Це — написаний на JavaScript Web-застосунок, результат роботи якого — початковий код програми на JavaScript, Dart або Python.